# Roser Capdevila i Valls
Roser Capdevila i Valls (Barcelona, 23 de janeiro de 1939) é uma ilustradora catalã, criadora da série de livros infantis As trigêmeas. Ganhou notoriedade internacional quando as histórias de suas personagens foram adaptadas para uma série de desenho animado de sucesso mundial.

## Biografia
Interessada desde muito jovem pelo desenho, ingressou na Escola Massana de Belas Artes de Barcelona. Em 1980, começou a escrever e ilustrar livros infantis, bem como obras de divulgação de entretenimento para jovens e adultos.
Foi reconhecida pelo governo da Generalidade da Catalunha em duas ocasiões: em 1999, foi galardoada com o Prêmio Nacional de Cinema e de Audiovisual na categoria audiovisual; em 2004, recebeu a Creu de Sant Jordi, uma das distinções máximas do país, por suas contribuições artísticas.
Em 2011, doou à Biblioteca da Catalunha mais de três mil desenhos, litografias, gravuras e contos.
Em 2022, realizou seu primeiro mural de As trigêmeas como artista convidada na 7ª edição do Festival Gargar em Penelles. Ao longo de quatro dias, a ilustradora, juntamente com suas filhas e uma sobrinha, pintou um mural baseado no conto As trigêmeas, João e Maria — uma adaptação do conto universal João e Maria. No desenho de grandes dimensões, estão em evidência as três irmãs protagonistas da série, montadas em cima de uma árvore enquanto observaram os personagens do conto se dirigindo à casa de doces, onde vive a bruxa do conto. Ao longe, a cena é acompanhada pelo olhar atento da Bruxa Onilda, antagonista das trigêmeas, que observa tudo detrás de uma árvore situada à margem esquerda da obra.

## Obra artística
Colaborou durante a década de 1970 com a edição francesa da revista infantil Cuca Fera. Em 1979, foi finalista do prêmio Apel·les para Mestres da literatura infantojuvenil ilustrada por seu conto La cosidora.
Na década de 1980, começou a ilustrar livros-texto para crianças com seus desenhos, caracterizados por um estilo simples, mas de uma caricatura fresca e dinâmica. Destacava-se, à época, por seu senso de humor e por propor situações originais.
Em 1983, inspirada por suas três filhas — Teresa, Anna e Helena —, criou os personagens de As trigêmeas. Os livros da série foram traduzidos para 35 línguas e serviram de base para a criação, em 1994, de uma série de desenhos animados pela produtora Cromosoma, em colaboração com Mercè Company. Embora na época não fosse habitual que meninas servissem como protagonistas de desenhos animados, a série obteve grande sucesso, vindo a ser exibida em 158 países.
Em 2018, publicou seu livro de memórias intitulado La nena que volia dibuixar, onde tratou de sua infância em um mundo marcado pelo pós-guerra, pelo poder da igreja e pelo insistente adoutrinamento característico da época. Segunda sua própria leitura, ela conseguiu, apesar das dificuldades enfrentadas, encontrar o caminho para criar o seu próprio mundo.
| “ | Para mim, desenhar é respirar. No dia em que eu deixar de desenhar, este será o sinal de que estarei morta. Que me levem diretamente à funerária. Mas que deixem ali por perto um lápis e um caderno. Nunca se sabe… — Roser Capdevila | ” |

## Prêmios e reconhecimentos
Segundo o Index Translationum da UNESCO, que reúne informações sobre traduções de obras literárias mundo afora, Roser Capdevila é a autora de língua catalã mais vezes traduzida, tendo superado a anterior campeã, Mercè Rodoreda.
- 1979 - Finalista do prêmio Apel·les Mestres
- 1998 - Indicada como representante do Estado Espanhol ao prêmio internacional Andersen de ilustração
- 1984 - Prêmio de Ilustração, da Generalidade da Catalunha
- 1997 - Prêmio Möebius pelo CD-ROM Jugar i aprendre
- 1999 - Prêmio Nacional do audiovisual, da Secretaria de Cultura da Generalidade da Catalunha
- 2001 - Prêmio de comunicação Àngel de Bronze, da Universidade de Girona
- 2002 - Medalha Francesc Macià, da Secretaria de Trabalho da Generalidade da Catalunha
- 2004 - Prêmio Germans Lleonart, da seção local de Alella do partido ERC
- 2004 - Creu de Sant Jordi, da Generalidade da Catalunha
- 2005 - Prêmio de trajetória, do Grêmio de Editores da Catalunha
- 2006 - Medalha de ouro da Cidade pelo Mérito artístico, da Prefeitura de Barcelona
- 2010 - Medalha de ouro pelo Mérito nas Belas Artes, do Conselho de Ministros da Espanha
- 2010 - Medalha de honra, do Parlamento da Catalunha
- 2022 - Medalha de ouro, da Generalidade da Catalunha[7]

## Linksexternos
- Universidade de Valência, CAPDEVILA, Roser: Palestra, 20 de outubro de 2015
- Acervo de Roser Capdevila na Biblioteca da Catalunha